# サリダー
サリダー（Saritha）は、インドのタミル語映画、マラヤーラム語映画、カンナダ語映画、テルグ語映画で活動する女優、声優。1980年代に人気を集め、これまでに200本以上の映画に出演したほか、150本以上の映画で吹き替えを手掛けた。

## キャリア
1978年にアクル・サンジーヴ・クマールがプロデュースした『Manchiki Sthanam Ledu』で女優デビューし、続けてK・バーラチャンダルの『Maro Charitra』に出演した。同作は異文化間の恋愛を題材とした作品で、サリダーはテルグ語話者の少女スワプナ役に起用され、カマル・ハーサンと共演した。『Maro Charitra』の成功後、サリダーはK・バーラチャンダル作品の常連俳優となり、『Thappida Thala』『Idi Katha Kaadu』『Vandichakkaram』『Netrikkan』『Agni Sakshi』『Puthukavithai』『Kalyana Agathigal』『Achamillai Achamillai』などの作品に出演し、『Vandichakkaram』『Achamillai Achamillai』の演技でフィルムフェア賞 タミル語映画部門主演女優賞を受賞した。また、『47 Natkal』では本人役でゲスト出演している。タミル語映画のほかにカンナダ語映画でも活動しており、『Hosa Belaku』『Keralida Simha』『Bhakta Prahlada』『Chalisuva Modagalu』『Kaamana Billu』などの作品でラージクマールのヒロイン役を演じ、主演を務めた『Eradu Rekhegalu』『Sankranthi』で高い評価を得たほか、『Malaya Marutha』ではヴィシュヌヴァルダンと共演している。癌患者役を演じた『Sujatha』では役作りのために頭髪を剃り、『Julie Ganapathi』では精神障害者役を演じるために体重を増量して批評家から高い評価を得たほか、『Arjun』ではナンディ賞 審査員特別賞を受賞している。2013年に『Dashamukha』に出演して以降は活動を休止していたが、2023年にシヴァカールティケーヤン主演の『マーヴィーラン 伝説の勇者』で10年振りに映画界に復帰した。
サリダーは声優としても活動しており、マーダヴィ、サウンダリヤー、ラムヤ・クリシュナ、ナグマ、ヴィジャヤシャーンティ、シムラン、タッブー、スシュミター・セーン、ロージャー・セルヴァマニ、ラーダー、スハーシニ・マニラトナム、アールティ・アグルワールなどの吹き替えを手掛け、ナンディ賞 吹替女優賞を4回受賞している。

## 私生活
1975年にヴェンカタ・スッバイヤと結婚したが、翌年に離婚している。この離婚はヒンドゥー婚姻法における婚姻関係の回復に関する重要な判例として紹介されている。1988年9月2日にマラヤーラム俳優のムケーシュと再婚して2人の息子（シュラヴァン、テジャース）を出産したが、2011年に離婚した。離婚後、サリダーはシュラヴァンと共にアラブ首長国連邦で暮らしており、シュラヴァンは2018年に『Kalyanam』で俳優デビューしている。

## フィルモグラフィー

### タミル語映画
- Thappida Thala（1978年）
- Aval Appadithan（1978年）
- Ponnu Oorukku Pudhusu（1979年）
- Chakkalathi（1979年）
- Nool Veli（1979年）
- Vandichakkaram（1980年）
- Sujatha（1980年）
- Oru Velladu Vengaiyagiradhu（1980年）
- Rusi Kanda Poonai（1980年）
- Kuruvikoodu（1980年）
- Panam Penn Paasam（1980年）
- Thai Pongal（1980年）
- Mouna Geethangal（1981年）
- Aani Ver（1981年）
- Anjatha Nenjangal（1981年）
- 47 Natkal（1981年）
- Oruthi Mattum Karaiyinile（1981年）
- Netrikkan（1981年）
- Enga Ooru Kannagi（1981年）
- Keezh Vaanam Sivakkum（1981年）
- Kalam Oru Naal Maarum（1981年）
- Koyil Puraa（1981年）
- Thanneer Thanneer（1981年）
- Amma（1982年）
- Pannaipurathu Pandavargal（1982年）
- Nenjil Oru Ragam（1982年）
- Thaai Mookaambikai（1982年）
- Nambinal Nambungal（1982年）
- Kanmani Poonga（1982年）
- Puthukavithai（1982年）
- Thunai（1982年）
- Agni Sakshi（1982年）
- Imaigal（1983年）
- Thangaikkor Geetham（1983年）
- Yamirukka Bayamen（1983年）
- Oru Pullangulal Adupu Othugirathu（1983年）
- Uyirullavarai Usha（1983年）
- Malaiyoor Mambattiyan（1983年）
- Sivappu Sooriyan（1983年）
- Saattai Illatha Pambaram（1983年）
- Komberi Mookan（1984年）
- Achamillai Achamillai（1984年）
- Kuzhandhai Yesu（1984年）
- Iru Medhaigal（1984年）
- Shankari（1984年）
- Uravai Kaatha Kili（1984年）
- Nalam Nalamariya Aaval（1984年）
- Simma Soppanam（1984年）
- Kalyana Agathigal（1985年）
- Veli（1985年）
- Saavi（1985年）
- Sugamana Raagangal（1985年）
- Anni（1985年）
- Kolusu（1985年）
- Mel Maruvathoor Athiparasakthi（1985年）
- Erimalai（1985年）
- Ammavum Neeye Appavum Neeye（1985年）
- Dharmam（1986年）
- Oomai Vizhigal（1986年）
- Kodai Mazhai（1986年）
- Kungumapottu（1986年）
- Etikku Potti（1987年）
- Mangai Oru Gangai（1987年）
- Vaazhga Valarga（1987年）
- Poo Poova Poothirukku（1987年）
- Ellaikodu（1987年）
- Vedham Pudhithu（1987年）
- Raasave Unnai Nambi（1988年）
- Poo Pootha Nandavanam（1988年）
- Friends（2001年）
- Album（2002年）
- Julie Ganapathi（2003年）
- June R（2006年）
- Ceylon / Inam（2013年）
- マーヴィーラン 伝説の勇者（2023年）

### マラヤーラム語映画
- Oru Kochukatha Aarum Parayatha Katha（1984年）
- Sandarbham（1984年）
- Minimol Vathicanil（1984年）
- Kathodu Kathoram（1985年）
- Muhurtham Pathnonnu Muppathinu（1985年）
- Kaattuthee（1985年）
- Oru Kochu Kaaryam（1985年）
- Kanikanum Neram（1987年）
- Yaagaagni（1987年）
- P.C. 369（1987年）
- Manasa Maine Varu（1987年）
- Thaniyavarthanam（1987年）
- Vilambaram（1987年）
- Sangham（1988年）
- Onnum Onnum Pathinonnu（1988年）
- Anuragi（1988年）
- Lal Americayil（1989年）
- Kuttettan（1990年）
- Souhrudam（1991年）
- Life Is Beautiful（2000年）
- Ammakilikkoodu（2003年）

### カンナダ語映画
- Thappida Thala（1978年）
- Keralida Simha（1981年）
- Jeevakke Jeeva（1981年）
- Hosa Belaku（1982年）
- Chalisuva Modagalu（1982年）
- Kaamana Billu（1983年）
- Bhakta Prahlada（1983年）
- Eradu Rekhegalu（1984年）
- Mugila Mallige（1985年）
- Bramha Gantu（1985年）
- Malaya Marutha（1986年）
- Hennina Koogu（1986年）
- Mounageethe（1986年）
- Manasa Veene（1987年）
- Kurukshethra（1987年）
- Baalondu Bhavageethe（1988年）
- Sri Venkateshwara Mahime（1988年）
- Sankranthi（1989年）
- Dashamukha（2012年）

### テルグ語映画
- Maro Charitra（1978年）
- Manchiki Sthanam Ledu（1979年）
- Idi Katha Kaadu（1979年）
- Guppedu Manasu（1979年）
- Vijaya（1979年）
- Gutilo Ramachilaka（1980年）
- Srirasthu Subhamasthu（1981年）
- Athagari Pethanam（1981年）
- Tholi Kodi Koosindi（1981年）
- 47 Rojulu（1981年）
- Rama Dandu（1981年）
- Aadavaallu Meeku Joharlu（1981年）
- Chandamama（1982年）
- Kalahala Kapuram（1982年）
- Kokilamma（1983年）
- Thodu Needa（1983年）
- Kanchana Ganga（1984年）
- Bhagyalakshmi（1984年）
- Kala Rudrudu（1985年）
- Anuraga Bandham（1985年）
- Kaliyuga Pandavulu（1986年）
- Satyagraham（1987年）
- Ida Prapancham（1987年）
- Shivude Shankarudu（1988年）
- Arjun（2004年）

### テレビシリーズ
- Selvi（2005-2006年）
- Mahanadigai（2024-2025年）[5]

## 受賞歴
| 年                                | 部門                              | 作品                              | 結果                              | 出典                              |
| フィルムフェア賞 南インド映画部門 | フィルムフェア賞 南インド映画部門 | フィルムフェア賞 南インド映画部門 | フィルムフェア賞 南インド映画部門 | フィルムフェア賞 南インド映画部門 |
| --------------------------------- | --------------------------------- | --------------------------------- | --------------------------------- | --------------------------------- |
| 1979年                            | テルグ語映画部門主演女優賞        | 『Maro Charitra』                 | ノミネート                        |                                   |
| 1981年                            | タミル語映画部門主演女優賞        | 『Vandichakkaram』                | 受賞                              | [ 6 ]                             |
| 1982年                            | タミル語映画部門主演女優賞        | 『Mouna Geethangal』              | ノミネート                        |                                   |
| 1982年                            | タミル語映画部門主演女優賞        | 『Thanneer Thanneer』             | ノミネート                        |                                   |
| 1983年                            | カンナダ語映画部門主演女優賞      | 『Hosa Belaku』                   | 受賞                              | [ 7 ]                             |
| 1983年                            | タミル語映画部門主演女優賞        | 『Agni Sakshi』                   | ノミネート                        | [ 7 ]                             |
| 1984年                            | タミル語映画部門主演女優賞        | 『Malaiyoor Mambattiyan』         | ノミネート                        |                                   |
| 1984年                            | テルグ語映画部門主演女優賞        | 『Kokilamma』                     | ノミネート                        |                                   |
| 1985年                            | タミル語映画部門主演女優賞        | 『Achamillai Achamillai』         | 受賞                              | [ 8 ]                             |
| 1986年                            | カンナダ語映画部門主演女優賞      | 『Mugila Mallige』                | 受賞                              | [ 9 ]                             |
| 1986年                            | タミル語映画部門主演女優賞        | 『Kalyana Agathigal』             | ノミネート                        | [ 9 ]                             |
| 1987年                            | カンナダ語映画部門主演女優賞      | 『Mouna Geethe』                  | 受賞                              | [ 10 ]                            |
| 1989年                            | タミル語映画部門主演女優賞        | 『Mouna Geethe』                  | ノミネート                        |                                   |
| 1990年                            | カンナダ語映画部門主演女優賞      | 『Sankranthi』                    | 受賞                              | [ 11 ]                            |
| 2024年                            | タミル語映画部門助演女優賞        | 『マーヴィーラン 伝説の勇者』     | ノミネート                        | [ 12 ]                            |
| 南インド国際映画賞                |                                   |                                   |                                   |                                   |
| 2015年                            | タミル語映画部門助演女優賞        | 『Inam』                          | ノミネート                        |                                   |
| 2024年                            | タミル語映画部門助演女優賞        | 『マーヴィーラン 伝説の勇者』     | 受賞                              | [ 13 ]                            |
| IIFAウトサヴァム                  |                                   |                                   |                                   |                                   |
| 2024年                            | タミル語映画部門助演女優賞        | 『マーヴィーラン 伝説の勇者』     | ノミネート                        | [ 14 ]                            |
| カルナータカ州映画賞              |                                   |                                   |                                   |                                   |
| 1989年                            | 主演女優賞                        | 『Sankranthi』                    | 受賞                              |                                   |
| タミル・ナードゥ州映画賞          |                                   |                                   |                                   |                                   |
| 1979年                            | 主演女優賞                        | 『Oru Velladu Vengaiyagiradhu』   | 受賞                              | [ 15 ]                            |
| 1982年                            | 主演女優賞                        | 『Agni Sakshi』                   | 受賞                              | [ 15 ]                            |
| 1988年                            | 主演女優賞                        | 『Poo Pootha Nandavanam』         | 受賞                              | [ 15 ]                            |
| ナンディ賞                        |                                   |                                   |                                   |                                   |
| 1982年                            | 審査員特別賞                      | 『Kokilamma』                     | 受賞                              | [ 16 ]                            |
| 1995年                            | 吹替女優賞                        | 『Ammoru』                        | 受賞                              | [ 16 ]                            |
| 1996年                            | 吹替女優賞                        | 『Maavichiguru』                  | 受賞                              | [ 16 ]                            |
| 1997年                            | 吹替女優賞                        | 『Maa Ayana Bangaram』            | 受賞                              | [ 16 ]                            |
| 1998年                            | 吹替女優賞                        | 『Anthahpuram』                   | 受賞                              | [ 16 ]                            |
| 2004年                            | 審査員特別賞                      | 『Arjun』                         | 受賞                              | [ 16 ]                            |
| サントーシャム南インド映画賞      |                                   |                                   |                                   |                                   |
| 2023年                            | タミル語映画部門助演女優賞        | 『マーヴィーラン 伝説の勇者』     | 受賞                              |                                   |
| シネマ・エクスプレス賞            |                                   |                                   |                                   |                                   |
| 1987年                            | カンナダ語映画部門主演女優賞      | 『Mouna Geethe』                  | 受賞                              | [ 17 ]                            |